# Głębik pacyficzny
Głębik pacyficzny (Bathylagus pacificus) – gatunek morskiej, głębinowej ryby srebrzykokształtnej z rodziny głębikowatych (Bathylagidae). Nie ma znaczenia gospodarczego.

## Występowanie
Szelfy i stoki szelfowe północno-wschodniego Oceanu Spokojnego, od wybrzeży Kalifornii po Morze Beringa i północne wybrzeża Japonii, na głębokościach do 7700 metrów, zwykle w strefie 600–800 m p.p.m.

## Cechy charakterystyczne
Ciało wydłużone, ścieśnione, zwężające się ku tyłowi, ciemno ubarwione – czarne lub ciemnobrązowe. Oczy przedstawicieli tego gatunku są wyjątkowo duże. Płetwa tłuszczowa jest wydłużona i cienka, przesunięta do nasady ogona. Łuski duże, cykloidalne. Linia boczna nie jest uwidoczniona. Największe osobniki osiągają do 25 cm długości standardowej.

## Znaczenie gospodarcze
Głębik pacyficzny nie ma znaczenia gospodarczego. Stanowi pokarm innych ryb głębinowych i stokowych, m.in. karmazynów.